# 杨耀芳
杨耀芳（1896年9月21日—1978年），字光甫，山西宁武人。国民革命军中将师长。

## 生平
1910年因家道中落而辍学。1911年考入山西陆军小学堂。1918年毕业于保定军官学校第五期炮兵科。
1931年任第三十四军第71师师长。1935年4月8日授中将军衔。1936年红军东征时兼任晋西警备司令，黄河防线失守后被褫夺军权。1951年回山西任山西省人民政府参议、山西省人民委员会参事室参事、山西省政协第二、三、四届代表会议代表。